# M.U.S.C.L.E.
M.U.S.C.L.E. is een videospel voor het platform Nintendo Entertainment System. Het spel werd uitgebracht in 1986. 